# Juventud Guerrera
Eduardo Aníbal González Hernández , mer känd under sitt artistnamn Juventud Guerrera, född 23 november 1974 i Mexico City är en mexikansk fribrottare. Mest känd är han från sin tid i World Championship Wrestling och World Wrestling Entertainment i USA under sent 1990-tal och tidigt 2000-tal. Där gick han många matcher mot bland andra Rey Mysterio, Eddie Guerrero och Dean Malenko. Guerrera har också uppnått stora framgångar i Mexiko och betraktas där som en av de mest framgångsrika mexikanska fribrottarna under modern tid.
Juventud Guerrera är son till Fuerza Guerrera, en av de största ikonerna inom lucha libre, mexikansk fribrottning.